# Еску (Румунія)
Еску (рум. Escu) — село у повіті Клуж в Румунії. Входить до складу комуни Реча-Крістур.
Село розташоване на відстані 359 км на північний захід від Бухареста, 39 км на північ від Клуж-Напоки.

## Населення
За даними перепису населення 2002 року у селі проживали 75 осіб, усі — румуни. Усі жителі села рідною мовою назвали румунську.